# Duluozova marnost
Duluozova marnost (Vanity of Duluoz, celý název Vanity of Duluoz: An Adventurous Education, 1935–46, Duluozova marnost: Dobrodružná výchova, 1936–46) je autobiografický román amerického spisovatele Jacka Kerouaca.
Kniha se zakládá na Keroucových zážitcích mezi lety 1935–1946 ze střední školy v Lowellu, Kolumbijské univerzity a druhé světové války. Většina z těchto zážitků však byla již zmíněna v románu Maloměsto, velkoměsto a podle Johna Tytella se tak kniha stává důkazem tvrzení Neala Cassadyho (z románu Vize Codyho), že má-li příběh dosáhnout maximálního účinku, je možné jej předložit publiku jen jednou, neboť převyprávěním se vytratí ona tolik opěvovaná spontánnost. Román trpí nedostatkem výrazu a rytmu a postrádá sílu Kerouacových předchozích děl.[zdroj⁠?!]
Ústřední postavou je Jack Duluoz, Kerouacovo alter ego.
Do češtiny knihu přeložila Hana Zahradníková a vyšel pod názvem Duluozova marnost v roce 2024 v nakladatelství Argo s doslovem Josefa Rauvolfa (ve starší literatuře byl název překládán jako Duluozovy marnosti, případně Duluozova marnivost).
Duluozova marnost je poslední knihou vydanou za autorova života a až do roku 2024 posledním románem nevydaným v češtině.

## Postavy
| Skutečná osoba           | Jméno v knize         |
| ------------------------ | --------------------- |
| Jack Kerouac             | Jack Duluoz           |
| Leo Kerouac              | Emil Duluoz           |
| Gabrielle Kerouac        | Ange                  |
| William Seward Burroughs | Will Hubbard          |
| Joan Vollmer             | June                  |
| Mary Carney              | Maggie Cassidy        |
| Lucien Carr              | Claude de Maubris     |
| Henri Cru                | Deni Bleu             |
| Allen Ginsberg           | Irwin Garden          |
| David Kammerer           | Franz Mueller         |
| Lou Little               | Lu Libble             |
| Edie Parker              | Edna „Johnnie“ Palmer |
| Sebastian „Sammy“ Sampas | Sabby Savakis         |
| Stella Sampas            | Stavroula Savakis     |
| Gary Snyder              | Gary Snyder           |